# Пацевщина (Дятловский район)
Па́цевщина (бел. Пацаўшчына) — деревня в Дятловском сельсовете Дятловского района Гродненской области Белоруссии. По переписи населения 2009 года в Пацевщине проживало 88 человек. Площадь населённого пункта составляет 40,82 га, протяжённость границ — 5,18 км.

## Этимология
Название деревни образовано от фамилий Пац, Пацков, Пацевич.

## География
Пацевщина расположена в 7 км к западу от Дятлово, 138 км от Гродно, 22 км от железнодорожной станции Новоельня.

## История
В 1880 году Пацевщина — деревня, центр Пацевской волости Слонимского уезда Гродненской губернии (116 жителей).
Согласно переписи населения 1897 года в Пацевщине насчитывался 31 дом, проживало 209 человек. В 1905 году — 240 жителей.
В 1921—1939 годах Пацевщина находилась в составе межвоенной Польской Республики. В сентябре 1939 года Пацевщина вошла в состав БССР.
В 1996 году Пацевщина входила в состав Вензовецкого сельсовета и колхоза «Заря». В деревне насчитывалось 51 хозяйство, проживало 128 человек.
13 июля 2007 года деревня была передана из Вензовецкого в Дятловский сельсовет.

## Достопримечательности
- Православная церковь в честь Всех Белорусских Святых (2011 г.). Находится на местном кладбище[5].